# Philodendron blanchetianum
Philodendron blanchetianum är en kallaväxtart som beskrevs av Heinrich Wilhelm Schott. Philodendron blanchetianum ingår i släktet Philodendron och familjen kallaväxter. Inga underarter finns listade.